# Michele Martelli
Michele Martelli (San Marco in Lamis, 5 maggio 1940) è un filosofo e saggista italiano.
Ha insegnato filosofia all'Università degli Studi di Urbino "Carlo Bo" per quasi quarant'anni.

## Biografia
Laureatosi in filosofia nel 1964, ha partecipato a lungo alla lotta politica in formazioni marxiste nate a cavallo del Sessantotto. Diventato docente nell'Università di Urbino negli anni Settanta, ha insegnato, tra l'altro, Filosofia della storia e Filosofia morale. Ha diretto il master interfacoltà «Management etico e Governance delle Organizzazioni». Collabora con MicroMega (periodico).

## Pensiero
Nel passato i suoi studi si sono concentrati sul pensiero di Nietzsche, Gramsci, e di numerosi autori del Novecento, affrontando alcune tra le più dibattute vicende e problematiche filosofico-politiche dell'ultimo secolo. Negli ultimi anni si è occupato di temi di forte attualità, elaborando l'idea di una filosofia volta ad una critica radicale del dogmatismo e del fondamentalismo religioso e in generale di ogni forma di assolutismo che minacci la libertà di pensiero, i diritti civili, le istituzioni democratiche e la pace tra i popoli. Il suo attuale impegno di saggista è rivolto in particolare alla difesa della laicità, contro l'interventismo politico delle gerarchie ecclesiastiche e vaticane.

## Opere
- La felicità e i suoi nemici. Apologia dell'agnosticismo, Manifestolibri, 2017. ISBN 978-88-7285-871-4
- Il laico impertinente. Laicità e democrazia nella crisi italiana, Manifestolibri, 2013. ISBN 978-88-7285-747-2
- La Chiesa è compatibile con la Democrazia?, Manifestolibri, 2011. ISBN 88-7285-698-1
- Italy, Vatican State, Fazi editore, 2010. ISBN 88-6411-089-5
- Quando Dio entra in politica, Fazi editore, 2008. ISBN 88-8112-953-1
- Senza dogmi. L'antifilosofia di Papa Ratzinger, Editori riuniti, 2007. ISBN 88-359-5878-4
- Teologia del terrore. Filosofia, religione, politica dopo l'11 settembre, Manifestolibri, 2006 (nuova edizione economica 2008) ISBN 88-7285-534-9.
- Il secolo del male. Riflessioni sul Novecento, Manifestolibri, 2004. ISBN 88-7285-369-9
- Etica e storia. Croce e Gramsci a confronto, La città del sole, 2001. ISBN 88-8292-111-5
- I filosofi e l'Urss. Per una critica del «Socialismo reale», La città del sole, 1999. ISBN 88-8292-018-6
- Togliatti e l'URSS, in Palmiro Togliatti e i 150 anni del Manifesto del Partito Comunista, numero monografico di Marxismo oggi, Milano, Nicola Teti Editore, 1998.
- Gramsci filosofo della politica, Unicopli, 1996. ISBN 88-400-0418-1
- Nietzsche inattuale, Quattroventi, 1989. ISBN 88-392-0080-0
- Filosofia e società nel giovane Nietzsche, Quattroventi, 1983.